# Grand Central Dispatch
Grand Central Dispatch (GCD) - технология Apple, предназначенная для создания приложений, использующих преимущества многоядерных процессоров и других SMP-систем. Эта технология является реализацией параллелизма задач и основана на шаблоне проектирования «Пул потоков». GCD впервые была представлена в Mac OS X 10.6. Исходные коды библиотеки libdispatch, реализующей сервисы GCD, были выпущены под лицензией Apache 10 сентября 2009 г. Архивная копия от 2 ноября 2009 на Wayback Machine. Впоследствии библиотека была портирована на другую операционную систему FreeBSD .
GCD позволяет определять задачи в приложении, которые могут параллельно выполняться, и запускает их при наличии свободных вычислительных ресурсов (процессорных ядер).
Задача может быть определена как функция либо как «блок». Блок — это нестандартное расширение синтаксиса языков программирования C/C++/Objective-C, позволяющее инкапсулировать код и данные в один объект, аналог замыкания.
Grand Central Dispatch использует потоки на низком уровне, но скрывает детали реализации от программиста. Задачи GCD легковесны, недороги в создании и переключении; Apple утверждает, что добавление задачи в очередь требует лишь 15 процессорных инструкций, в то время как создание традиционного потока обходится в несколько сотен инструкций.
Задача GCD может быть использована для создания рабочего элемента, который помещается в очередь задач либо может быть привязана к источнику события. Во втором случае при срабатывании события задача добавляется в соответствующую очередь. Apple утверждает, что этот вариант более эффективен, нежели создавать отдельный поток, ожидающий срабатывания события.

## Особенности платформы
Платформа GCD объявляет несколько типов данных и функций для создания и манипулирования ими.
- Dispatch Queues — это объекты, поддерживающие очереди задач (анонимных блоков, либо функций), и запускающие эти задачи в порядке очереди. Библиотека автоматически создаёт несколько очередей с различными уровнями приоритета и выполняет несколько задач одновременно, автоматически выбирая оптимальное число задач для запуска. Пользователь библиотеки может создать любое число последовательных очередей, которые запускают задачи в порядке их добавления, по одной за раз. Поскольку последовательная очередь может выполнять только одну задачу в каждый момент времени, такие очереди можно использовать для синхронизации доступа к разделяемым ресурсам.
- Dispatch Sources — это объекты, которые позволяют регистрировать блоки или функции для их асинхронного выполнения при срабатывании определённого события.
- Dispatch Groups — это объекты, позволяющие объединять задачи в группы для последующего объединения (joining). Задачи могут быть добавлены в очередь как члены группы, и затем объект группы может быть использован для ожидания завершения всех задач группы.
- Dispatch Semaphores — это объекты, которые позволяют не более, чем определённому числу задач выполняться одновременно. См. семафор.

## Примеры
Два примера демонстрирующие простоту использования Grand Central Dispatch могут быть найдены в обзоре Snow Leopard Джона Сиракуза на Ars Technica..

### Асинхронный вызов
Изначально, у нас имеется приложение с методом analyzeDocument, осуществляющим подсчёт слов и параграфов в документе. Обычно, процесс подсчёта слов и параграфов достаточно быстр и может быть выполнен в главном потоке, без опасений, что пользователь заметит задержку между нажатием кнопки и получением результата:
```
-
 
(
IBAction
)
analyzeDocument:
(
NSButton
 
*
)
sender
 
{

    
NSDictionary
 
*
stats
 
=
 
[
myDoc
 
analyse
];

    
[
myModel
 
setDict
:
stats
];

    
[
myStatsView
 
setNeedsDisplay
:
YES
];

  
}

```

Если документ очень большой, то анализ может занять достаточно много времени, чтобы пользователь заметил «подвисание» приложения. Следующий пример позволяет легко решить эту проблему:
```
 
-
 
(
IBAction
)
analyzeDocument
:
(
NSButton
 
*
)
sender
 

{

     
dispatch_async
(
dispatch_get_global_queue
(
0
,
 
0
),
 
^
{

         
NSDictionary
 
*
stats
 
=
 
[
myDoc
 
analyze
];

         
dispatch_async
(
dispatch_get_main_queue
(),
 
^
{

           
[
myModel
 
setDict
:
stats
];

           
[
myStatsView
 
setNeedsDisplay
:
YES
];

         
});

     
});

}

```

Здесь вызов [myDoc analyze] помещён в блок, который затем помещается в одну из глобальных очередей. После того, как [myDoc analyze] завершает работу, новый блок помещается в главную очередь, который обновляет интерфейс пользователя. Проведя эти несложные изменения, программист избежал потенциального «подвисания» приложения при анализе больших документов.

### Распараллеливание цикла
Второй пример демонстрирует распараллеливание цикла:
```
for
 
(
i
 
=
 
0
;
 
i
 
<
 
count
;
 
i
++
)
 
{

      
results
[
i
]
 
=
 
do_work
(
data
,
 
i
);

}

total
 
=
 
summarize
(
results
,
 
count
);

```

Здесь вызывается функция do_work count раз, результат её i-го выполнения присваивается i-му элементу массива results, затем результаты суммируются. Нет оснований полагать, что do_works полагается на результаты её предыдущих вызовов, поэтому ничто не мешает делать несколько вызовов do_works параллельно. Следующий листинг демонстрирует реализацию этой идеи с помощью GCD:
```
dispatch_apply
(
count
,
 
dispatch_get_global_queue
(
0
,
 
0
),
 
^
(
size_t
 
i
){

     
results
[
i
]
 
=
 
do_work
(
data
,
 
i
);

    
});

total
 
=
 
summarize
(
results
,
 
count
);

```

В этом примере dispatch_apply запускает count раз блок, переданный ему, помещая каждый вызов в глобальную очередь и передавая блокам числа от 0 до count-1. Это позволяет ОС выбрать оптимальное число потоков для наиболее полного использования доступных аппаратных ресурсов. dispatch_apply не возвращает управление, пока все его блоки не завершили работу, это позволяет гарантировать, что перед вызовом summarize вся работа изначального цикла выполнена.

### Создание последовательных очередей
Разработчик может создать отдельную последовательную очередь для задач, которые должны выполняться последовательно, но могут работать в отдельном потоке. Новая очередь может быть создана таким образом:
```
dispatch_queue_t
 
exampleQueue
;

exampleQueue
 
=
 
dispatch_queue_create
(
 
"com.example.unique.identifier"
,
 
NULL
 
);

// exampleQueue может быть использована здесь.

dispatch_release
(
 
exampleQueue
 
);

```

Избегайте помещение такой задачи в последовательную очередь, которая помещает другую задачу в ту же самую очередь. Это гарантированно приведёт к взаимоблокировке (deadlock). В следующем листинге продемонстрирован случай такой взаимоблокировки:
```
dispatch_queue_t
 
exampleQueue
 
=
 
dispatch_queue_create
(
 
"com.example.unique.identifier"
,
 
NULL
 
);

dispatch_sync
(
 
exampleQueue
,
 
^
{

  
dispatch_sync
(
 
exampleQueue
,
 
^
{

    
printf
(
 
"I am now deadlocked...
\n
"
 
);

  
});

});

dispatch_release
(
 
exampleQueue
 
);

```